# Nicolás Terol

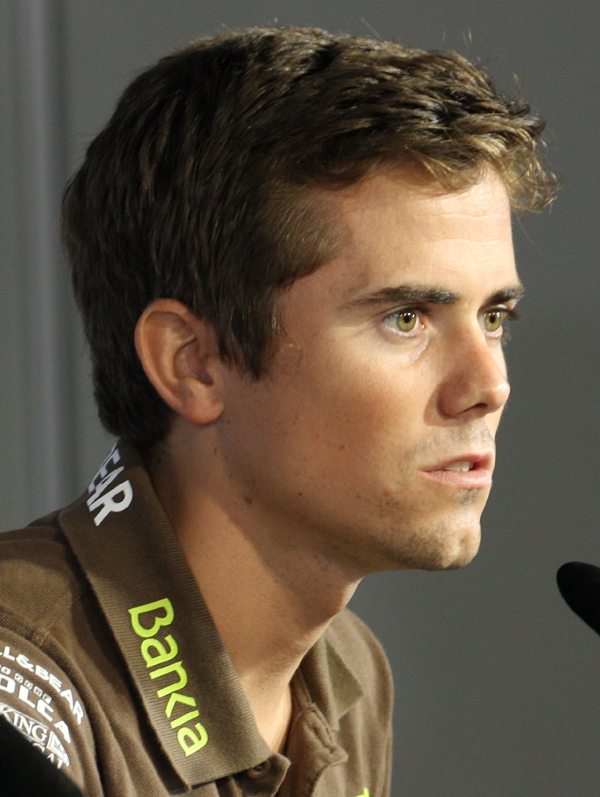
Nicolas Terol 2011.

Nicolás Terol, född 27 september 1988 i Alcoi är en spansk roadracingförare. Den siste världsmästaren i 125GP-klassen.

## Roadracingkarriär
Terol gjorde debut i 125GP redan säsongen 2005, men fick sitt genombrott först säsongen 2008, då han snabbt etablerade sig i toppen, och låg tvåa i VM efter fem deltävlingar. Första segern kom i Indianapolis MotoGP 2008. Efter att ha blivit trea i VM 2009 och tvåa 2010 tog blev han slutligen världsmästare i 125-klassen 2011 med 301 poäng och åtta segrar. Det var sista året klassen kördes. Till 2012 flyttade Terol upp i Moto2-klassen. Roadracing-VM 2013 vann han tre Grand Prix och blev sjua i VM. Följande år gick lite sämre och mot slutet av säsongen meddelade Aspar Racing som Terol kört för sedan 2010 att de lade ned sin Moto2-verksamhet. Det var för sent att skaffa en annan styrning i Moto2 till 2015, så Terol och stallkamraten Jordi Torres gick över till Superbike-VM. Resultaten uteblev för Terol och mot slutet av säsongen började han köra Supersport-VM istället. Terol fortsatte i Supersport 2016.

### VM-säsonger
| Säsong | Klass      | Plac. | Poäng | 1/2/3- plac. | Starter | Motorcykel | Team                    | Startnr |
| ------ | ---------- | ----- | ----- | ------------ | ------- | ---------- | ----------------------- | ------- |
| 2004   | 125GP      | -     | 0     | - / - / -    | 1       | Aprilia    |                         |         |
| 2005   | 125GP      | 36    | 1     | - / - / -    | 13      | Derbi      |                         |         |
| 2006   | 125GP      | 14    | 53    | - / - / -    | 16      | Derbi      |                         |         |
| 2007   | 125GP      | 22    | 19    | - / - / -    | 17      | Derbi      |                         |         |
| 2008   | 125GP      | 5     | 176   | 1 / 2 / 2    | 17      | Aprilia    |                         |         |
| 2009   | 125GP      | 3     | 179   | 1 / 3 / -    | 16      | Aprilia    | Jack & Jones Team       | 18      |
| 2010   | 125GP      | 2     | 286   | 3 / 8 / 3    | 16      | Aprilia    | Bancaja Aspar Team      | 40      |
| 2011   | 125GP      | 1     | 302   | 8 / 3 / -    | 16      | Aprilia    | Bankia Aspar Team 125cc | 18      |
| 2012   | Moto2      | 18    | 36    | - / - / 1    | 17      | Suter      | Mapfre Aspar Team Moto2 | 18      |
| 2013   | Moto2      | 7     | 150   | 3 / 1 / -    | 17      | Suter      | Mapfre Aspar Team Moto2 | 18      |
| 2014   | Moto2      | 9     | 85    | - / - / 1    | 18      | Kalex      | Mapfre Aspar Team Moto2 | 18      |
| 2015   | Superbike  | 17    | 54    | - / - / -    | 12      | Ducati     | Althea Racing           | 18      |
| 2015   | Supersport | 18    | 23    | - / - / -    | 3       | MV Agusta  | MV Agusta Reparto Corse | 88      |
| 2016   | Supersport |       |       |              |         | MV Agusta  | Schmidt Racing          | 88      |

## Framskjutna placeringar
| Nr | Grand Prix  | År   |
| -- | ----------- | ---- |
| 1  | Amerikas GP | 2013 |
| 2  | Aragonien   | 2013 |
| 3  | Valencia    | 2013 |

| Nr | Grand Prix | År   |
| -- | ---------- | ---- |
| 1  | Italien    | 2013 |

| Nr | Grand Prix | År   |
| -- | ---------- | ---- |
| 1  | Valencia   | 2012 |

| Nr | Grand Prix   | År   |
| -- | ------------ | ---- |
| 1  | Indianapolis | 2008 |
| 2  | Tjeckien     | 2009 |
| 3  | Qatar        | 2010 |
| 4  | Tjeckien     | 2010 |
| 5  | Indianapolis | 2010 |

| Nr | Grand Prix | År   |
| -- | ---------- | ---- |
| 1  | Spanien    | 2008 |
| 2  | Valencia   | 2008 |
| 3  | Italien    | 2009 |
| 4  | Katalonien | 2009 |
| 5  | Valencia   | 2009 |
| 6  | Spanien    | 2010 |
| 7  | Frankrike  | 2010 |
| 8  | Italien    | 2010 |
| 9  | Holland    | 2010 |

| Nr | Grand Prix | År   |
| -- | ---------- | ---- |
| 1  | Portugal   | 2008 |
| 2  | Frankrike  | 2008 |